# Військово-морський прапор України
Військово-морський прапор України — кормовий військовий прапор кораблів ВМС України. Наразі як кормовий прапор використовується злегка видозмінений (без тризуба в крижі) історичний прапор Українського Державного Флоту, який був встановлений морським міністерством 18 липня 1918 року.
Згідно зі статтею 1284 «Своду Військово-Морських постанов» від 25 січня 1919 р., «шанується як стяг у полку, і всі служачі на кораблі мусять охороняти цей прапор до останньої краплі крові, як прапор Української Держави. Військовий прапор підноситься на гафелі чи на кормовому флагштоці».

## Історія

### Козацькі знамена XVI—XVIIIст.
У козацькому війську було три різновиди знамен:
- корогва всього війська вона ж гетьманська,
- корогви полкові,
- корогви сотенні.

Крім цього, були ще значки, маленькі хоругви дрібних козацьких підрозділів.
Перші флотилії козацького флоту з кінця XV ст. вирушали в походи під великою січовою корогвою червоно-малинового кольору, на лицьовій стороні якого були зображені солярні знаки (місяць, зірки), а основу символіки складав хрест. На зворотній стороні розміщувалося зображення святого Архангела Михайла, захисника та покровителя козаків під час морських походів.

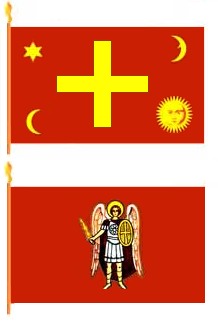
Головний мотив великої козацької січової коругви, 16-18 ст..

Корогва одночасно була головним прапором козацького війська, і протягом всього часу існування вона була одним з найголовніших клейнодів козацького війська. Зберігалася корогва в січовій церкві, а її урочистий виніс був головним атрибутом козацьких ритуалів. А разом з тим, козаки використовували багато інших знамен, серед яких було багато знамен подарованих іноземними правителями (наприклад прапор Богдана Хмельницького).
Поруч з традиційним низовим золотим хрестом на малиновому полі, широко використовувався і білий хрест на синьому полі, також червоно-малиновий або синій хрест на білому полі із Святим Миколаєм на зворотній стороні.
На своїх чайках, окрім січової корогви, козаки також тримали полкові та курінні знамена та значки, які виконували функції бойових знамен. Прапори куренів і паланок були переважно малинові, з зображенням Архистратига Михайла чи білого хреста, іноді серед них зустрічалися синьо-жовті зразки. Взагалі ж вони мали самі різні варіації барв та малюнків. Частіше за все вони мали прямокутну чи трапецієподібну форму. Значки малих козацьких підрозділів були переважно трикутними.
Під такими знаменами козаки воювали аж до 1734 року, коли імператриця Анна Іоанівна подарувала Новій Січі прапор, на якому на малиновім фоні був зображений трьохмачтовий бойовий корабель, над яким знаходилися фігури Архангела Михаїла (зліва) та Пресвятої Богородиці (справа).

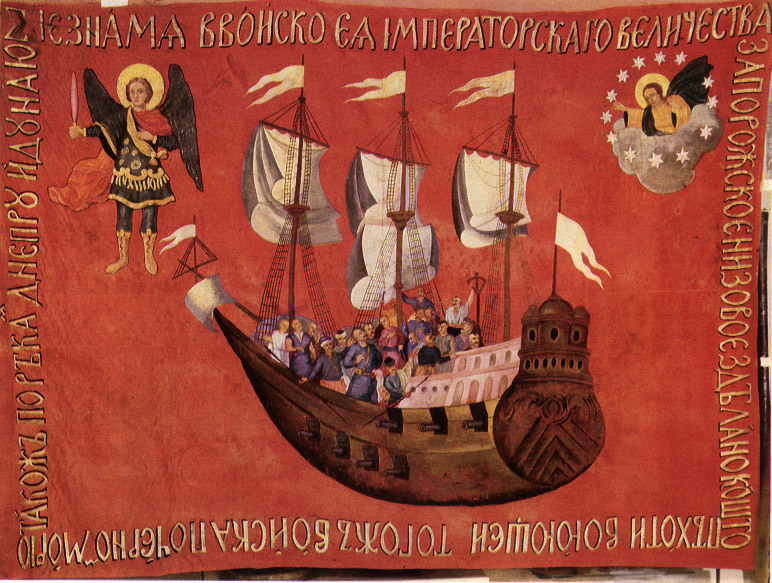
Зворотна сторона козацького морського прапора, що був дарований Січі імператрицею Анною Іоаннівною в 1734 р. На лицевій стороні прапора зображений чорний двоголовий орел з зірками навколо нього.

На лицевій стороні прапора зображений чорний двоголовий орел з зірками, навколо нього геральдичні фігури святих — «Спасителя, що благословляє козаків на брань, з сімнадцатю зірками кругом него» та «архангела Михайла с вогняним мечем в правій руці». По каймі прапора знаходився напис: «Сие знамя в войско ея императорского величества низовое сделано коштом пехоты воюющей того же войска по Чёрном морю також по рекам Днепру и Дунаю»
Цей прапор серед істориків отримав назву «морського козацького прапора», але його було даровано козакам як загальновійськовий клейнод. Це був практично єдиний випадок, коли композиційну основу прапора становили не християнські символи (хрести, лики святих), а засіб перемоги над ворогом, у цьому разі — бойовий корабель. Під цим прапором козаки воювали в російсько-турецьку війну 1735—1739 рр. Цим прапором козаки користувалися аж до знищення Січі в 1775 р.
Після цього цей прапор разом з іншими тринадцятьма курінними корогвами як військовий трофей попав до князя Григорія Потьомкіна. Після його смерті прапор опинився в імператорському Ермітажі, де він сьогодні і знаходиться. Цей прапор сфотографував, та в 1924 р. в усіх подробицях описав український історик Микола Макаренко. Копія цього прапора, що була виготовлена на початку ХХ ст. зараз знаходиться у Львові.
Після знищення Січі, більша частина козацького флоту перейшла за Дунай, де була заснована Задунайська Січ. Символіка, в першу чергу прапор, знову набув мотивів запорозьких хоругов раннього зразка. Січовим козацьким прапором стала білого кольору хоругва із золотим козацьким хрестом посередині з однієї сторони, і золотим півмісяцем на чорному полі з іншої. Це означало залежність від султана.
Російсько-турецька війна 1787—1792 рр. розділила козаків, і частина з них знову повернулася в Російську імперію, де вони були прийняті у Військо Вірних Запорожців. В 1787 році, після відновлення Запорізького флоту у вигляді Лиманської (Чорноморської) флотилії Війська Вірних Козаків, імператриця Катерина II подарувала їй бойовий Прапор, який являв собою біле полотнище з синім косим хрестом.

Морські прапори України (зверху вниз): 1. козацького флоту Старої Січі (1550-1734 рр.), 2. козацького флоту Нової Січі (1734-1775 рр.), 3. Лиманської флотилії Чорноморського козацького війська (1787-1792 рр.), 4. флоту УНР (1918-1920 рр.), 5. Військово-Морських сил ЗС України з 1993 р.

Однак після завершення війни 1792 року, запорожці були депортовані в Кубань. Після цього українські моряки були вже не самостійною чи автономною частиною російського флоту, а його складовою частиною. З цього часу аж до 1918 року українські моряки на 126 років були позбавлені права на свою символіку, тому вони бороздили моря та океани під російським імператорським Андріївським прапором.
Як висновок, слід помітити, що в символіці козацьких прапорів затвердилося три основних мотиви:
- Зображення хреста.
- Зображення святих Архангела Михайла чи Святого Миколая.
- Серед кольорів домінували малиновий, білий, блакитний та синій.

Козацькі традиції стали геральдичною базою для створення військово-морської символіки національного флоту в 1918 р.

### Часи Центральної Ради
Влітку 1917 р. на Чорноморському флоті була створена Українська Чорноморська Община, прапором якої була копія великої січової корогви — на малиновому фоні білий хрест. Цей прапор можна вважати першим українським військово-морським прапором сучасності. Взагалі ж, велика січова корогва була популярною в українських військах, а тому її головні мотиви можна помітити в багатьох українських знаменах того часу. Прикладом є полкові прапори Синьожупанної Дивізії, символіка яких також зверталася до великої січової корогви. На флоті ж в кінці 1917 рр., до затвердження військового прапора, користувалися звичайним жовто-синім (або синьо-жовтим) республіканським національним прапором.
27 січня (14 січня за ст. ст.) 1918 р. Центральною Радою був затверджений Тимчасовий закон про флот УНР. Другий пункт цього закону торкався військово-морського прапора УНР.

Перший варіант прапора флоту УНР від 14 січня 1918 р.

II. Прапором Української війскової флоти є полотнище в двох: блакитному і жовтому кольорах. В кряжі блакитного кольору історичний золотий тризубець часів Українсько-Руської держави Х ст.

Цікава історія появи на першому українському військово-морському прапорі тризуба з хрестом. Коли на засіданні Секретаріату затверджувався закон про флот, то соціал-демократи були проти того, щоб на середньому зубі тризуба був хрест. Однак старший лейтенант Білинський Михайло Іванович заявив, що «моряки в море без хреста не вийдуть». Також він заявив, що цей хрест буде пам'ятним знаком для українців, що загинули під час війни, і одночасно буде служити нагадуванням про старі козацькі морські прапори. Проти цього аргументу опоненти Білинського нічого сказати не змогли. Так на полотнищі першого українського військово-морського стяга з'явився золотий хрест в наверші знака Святого Володимира Великого, як пам'ять про подвиг екіпажу мінного загородника «Прут», що загинув 29 жовтня 1914 року, команда якого була укомплектована практично повністю з одних українців.
Цей прапор став першим офіційно затвердженим українським військово-морським прапором. Особливо слід помітити той факт, що тризуб як символ з'явився вперше саме на військово-морському прапорі України, задовго до того як він був затверджений малим державним гербом.

### Гетьманат і Директорія
У період правління гетьмана Скоропадського вияснилося, що військово-морський прапор, затверджений 27 січня 1918 р. не дозволяє розробити на його основі систему посадових та міжвідомчих прапорів. З цією метою гетьманом Скоропадським в травні була створена геральдична комісія, що займалася цими питаннями.
Єдиної думки щодо того, яким повинен бути прапор Українського Державного Флоту не існувало. Наприклад, 20 травня 1918 року начальник портів Чорного моря адмірал Покровський та старший лейтенант Деменко звернулися до товариша морського міністра контр-адмірала М.Максимова з проханням затвердити військово-морський «андріївський» стяг Росії як кормовий прапор України. Максимов згодився.

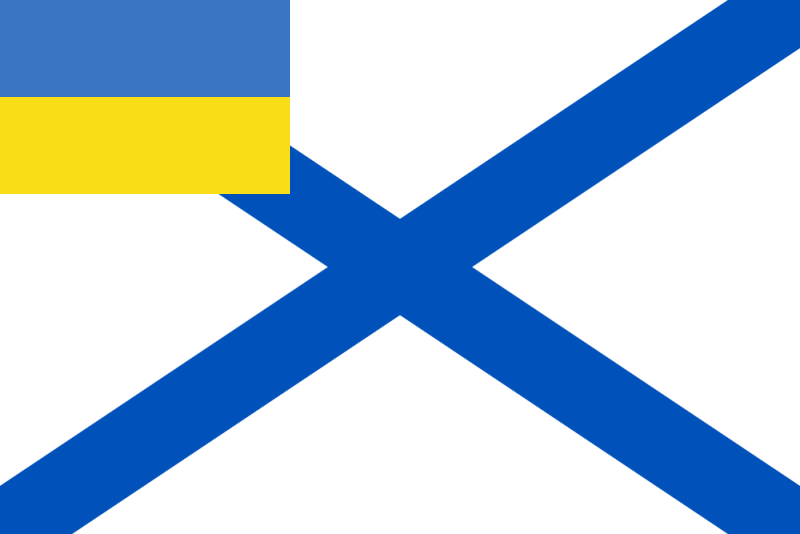
Український церемоніальний Андріївський прапор, який малося підняти в День Свята Морського Корпусу 6 листопада 1918 року. Однак з ініціативи моряків було піднято звичайний варіант прапора, без українського крижа.

Відродження андріївського прапора пояснювалося тим, що апостол Андрій проповідував саме на території України, до того ж в самій Росії цей прапор вже не використовувався. Покровський вважав, що українці внесли величезний вклад в розвиток російського флоту, тому Українська Держава мала повне право на цей прапор. Однак Андріївський прапор для українського флоту так і не був затверджений, хоча кораблі Кримсько-Української флотилії після свого повернення тривалий час стояли саме під ним. Окрім того, Андріївський прапор зберігся як традиційний та церемоніальний прапор. Так, відомо, що він був на одну добу піднесений на канонірському човні «Запорожець», 6 листопада 1918 року, в день свята морського корпусу.
Як постійний військовий прапор запропоновано наступний варіант. 16 липня 1918 року гетьман Скоропадський наказом 192/44 (оголошеним 18 липня) затвердив новий зразок військово-морського прапора, створений геральдичною комісією на основі прапорів німецьких та британських флотів, але з урахуванням українських морських традицій.
Прапор був білий, з синім хрестом, що дорівнював за товщиною 1/11 частини довжини полотнища, хрест обрамлявся вузькими білою та синіми смужками (ширина обох дорівнювала 1/8 товщини хреста), в крижі знаходився український національний прапор, поверх якого знаходився золотий тризуб з хрестом над середнім зубом. Хрест над тризубом був збережений, як згадував Святослав Шрамченко:

«яко традиція, що походить від того хреста, який був на запорозьких прапорах, під якими вони плавали на чайках по Чорному морю в дні далекої славної минувщини»

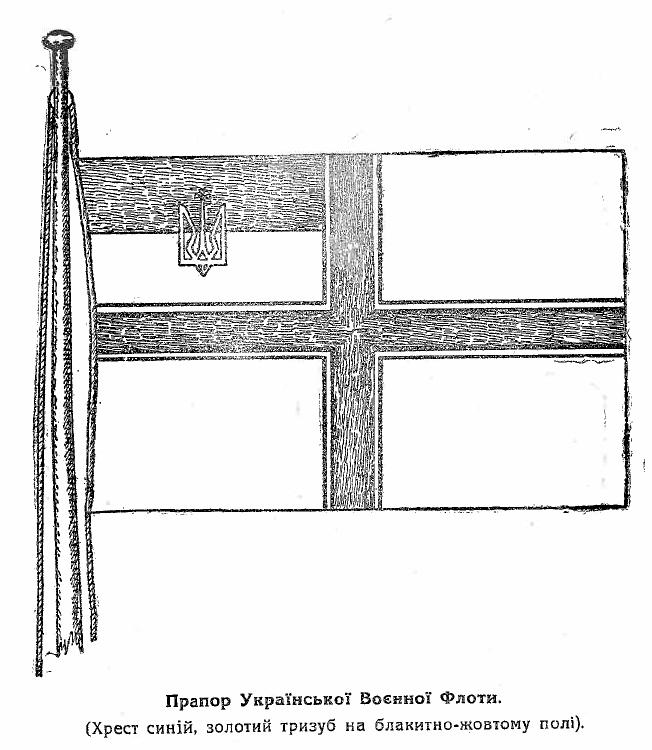
Малюнок гетьманського військового прапора, встановленого 18 липня 1918 р.

17 липня 1918 року товариш Морського міністра Микола Максимов надіслав Міністру Іноземних Справ опис та малюнок цього прапора, і вже скоро новий прапор був піднятий на всіх кораблях українського флоту. Однак, на практиці ще часто використовувалися звичайні національні та старі республіканські прапори. Так, нові прапори дійшли до Одеси лише на початку жовтня 1918. Тоді головний начальник портів чорноморського узбережжя адмірал Покровський повідомив уряд держави, що на двох канонірських човнах і на кількох винищувачах мін у Чорному морі вже підняті військові українські прапори нового зразку, затвердженого гетьманом.

Кормовий військовий прапор Української Держави від 18 липня 1918 р.

В документах Української Держави новий прапор описувався так:

Військовий прапор Украінськоі Держави — білий прапор з рівним синім хрестом, якій ділить прапор на чотири рівних частини. Ширина хреста — 1/11 всеі довжини прапора. Відступивши 1/8 ширини хреста, проходить кругом нього такоі ж ширини (і.г. теж 1/8 ширини хреста) синя смужка, крім тих його боків які прилягають до крижа.
В крижі ж теж відступивши 1/8 ширини хреста від його боків міститься національний прапор Держави, (складений з блакитноі і жовтоі горізонтальних смуг), в центрі якого міститься золота печатка Св. Володимира такої ж ширини як хрест і в 1 ½ раза вище своеі ширини. Прапор шьеться з матеріі відповідного кольору, а печатка малюється бронзовою фарбою.

Гюйс на прохання адмірала Покровського залишили старим, повторюючим російський гюйс. Вважалося що це символізує колишню славу Чорноморського флоту. 17 вересня того ж року були затверджені морські посадові прапори (консульські, міністерські, прапори родини Скоропадських) та вимпел (майвець). Доктор Роман Климкевич у своїй статті з цього питання повідомляє:

"Про встановлення нової майви для українського флоту було повідомлено своєчасно і як слід великі морські держави. Від д-ра О. Нойбекера, передового німецького геральдиста і генерального секретаря геральдично-генеалогічного наукового товариства «Дер Адлер» у Берліні, знаємо, що в архіві цієї ж установи зберігається лист від німецької мореплавської технічної комісії на Чорному морі від 26 вересня 1918 р., в якому стоїть між іншим (подаємо в дослівному перекладі): «…українське військово-морське міністерство повідомило, що встановлено білий майвець з синім рівностороннім хрестом у накутнику. Висота хреста рівняється ширині майовця»

Однак ВМС України реалізуватися в повній мірі в силу різних причин в той час не змогли. В кінці 1918 р. весь Чорноморський флот був захоплений країнами Антанти. В той же час в Українській Державі відбулася революція та почалася друга українсько-більшовицька війна.
Новий уряд Директорії УНР прапор ВМС не змінювало. 3 січня 1919 року наказом по Морському Генеральному штабу № 10/1 Головний отаман військ і флоту УНР Симон Петлюра підтвердив існування Українського флоту та легітимність раніше прийнятого морського прапора, наказавши «лічити прапором Військової фльоти Української Народної Республіки прапор, затверджений 18 липня 1918 року».
З остаточним падінням УНР в 1921 році, український військово-морський прапор поступається більшовицькому червоному прапору. Оригінал та перший зразок українського військового прапора був збережений ад'ютантом міністра морських справ УНР капітан-лейтенантом Святославом Шрамченком. Ним же був збережений прапор морського міністра. Ці прапори були збережені Святославом Шрамченком попри всі буремні події ХХ сторіччя. У наш час ці прапори зберігаються в українському національному музеї в Чикаго. На Свято Українського Моря, прапори, як і їх власник, завжди ставали в центрі уваги численних журналістів:
| Ліві лапки | Він же ж був живий, цей шматок полотна з блакитними лініями, він перетворив фльоту, що плавала під флагом московського окупанта —у першу в історії велику Українську Військову Морську Фльоту. Такому самому прапорові віддавали почесть українські «маріне», вояки Першого Гуцульського Полка Морської Піхоти, української елітарної частини тодішньої української збройної сили[…] Не довелося служити під прапором, що його переховує капітан-лейтенант Святослав Шрамченко. Може щасливіші за наше покоління будуть ці, що тепер носять криваві хустки «піонерів» по «тому» боці, і ці, що по цьому боці океану будують моделі авіаносців і лінкорів і замальовують сторінки зшитків рисунками морських велетнів з такими прапорами, як цей, що лежить у тиші кімнати на Френклін Стріт. Далекий шлях через моря і океани до чорноморських портів… А прапор у тихій кімнаті спить. Правда, мертві речі не мають душі, не мають чуття, не можуть мріяти. Але якщо цього весняного дня 1918 року прагнення і бажання моряків, що віддавали почесть прапорові, вселилися у нього і стали його душею — то ЦЕЙ прапор живе. Живе, чекає і мріє про новий щасливий і гордий день 29 квітня, День Українського Моря, День Української Державної Фльоти! | Праві лапки |

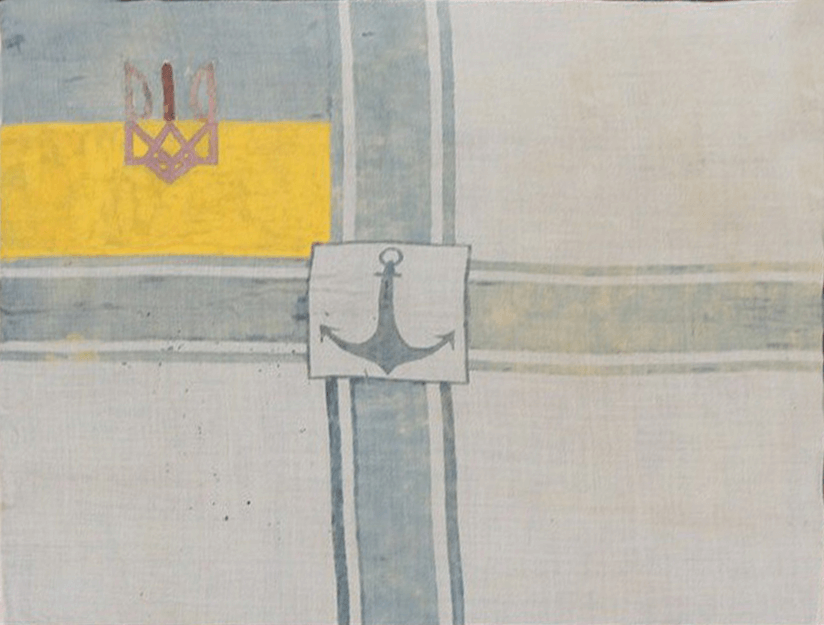
Оригінальний прапор морського міністра Української Держави, що був збережений лейтенантом Шрамченком

Відродження національних військово-морських традицій стало можливим тільки після розпаду СРСР в 1991 р.

## Сучасний прапор ВМС України

### Відроджуючи гетьманський прапор (1992—1994)

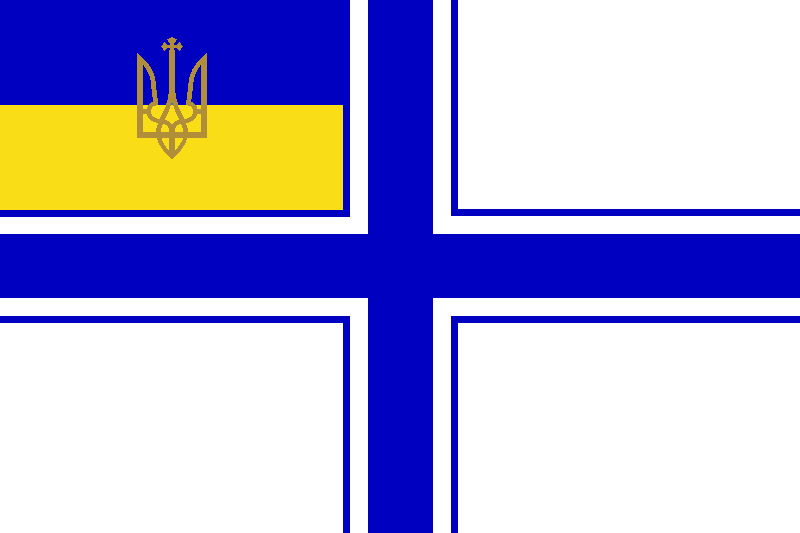
Військовий прапор українського флоту зразка 1992 р, піднімався на кораблі «Славутич» та 4 липня 1993 року на фрегаті «Гетьман Сагайдачний»

Повернення до національної морської символіки почалося після розвалу Радянського Союзу і проголошення незалежності України 24 серпня 1991 року. Питання національної військової символіки для армії і флоту України виникло одним із перших ще до створення Міністерства оборони і Військово-Морських Сил України — в серпні 1991 року.
Питання про національну флотську символіку стало актуальним після формування організаційної групи ВМС України на початку квітня 1992 року. Для дослідження історії української військово-морської символіки, рішенням командувача ВМС контрадмірала Бориса Кожина була виділена група офіцерів. Загальне керівництво розробкою символіки ВМС України здійснював капітан 2 рангу Юрій Шалит.
Відповідних знань у офіцерів не було. Як згадує Мирослав Мамчак, один із членів цієї групи, виручили їх шефи, які почали надсилати відповідну літературу, та управління Військово-Морських Сил Головного штабу Збройних Сил України. У середині квітня 1992 року до орггрупи ВМС прибув капітан 3 рангу Ігор Тенюх. Він мав з собою зразок прапора флоту УНР 1918—1921 років, який і запропонував прийняти прапором Військово-Морських Сил України. У цьому вбачалася передача і правонаступність історичних традицій національного флоту.

Військовий прапор українського флоту зразка 1993 р. Прапор такого зразку було піднято на кораблі «Донецьк» 26 червня 1993 року

На базі цього прапора командувач флоту розпорядився розробити решту символіки для ВМС України, і в червні 1992 року перший альбом з пропозиціями від орггрупи був направлений до Головного штабу Збройних Сил України. До пропозицій було включено і проєкт корабельного гюйса. Першим тимчасовим гюйсом командувач ВМС затвердив блакитне полотнище з золотим тризубом посередині, запропоноване організаційною групою ВМС.
Значну допомогу морякам у питанні символіки надав представник львівського РУХу Орест Карелін-Романишин, який на той час був одним з небагатьох фахівців військового прапорництва в Україні і вже мав спеціалізовані виставки у Києві та Львові. Він декілька разів приїздив до Севастополя і власноруч пошив Військово-морські прапори для перших кораблів і морської піхоти Українського флоту.
Проте остаточне рішення щодо флотської, символіки затягувалося. Тому на першому новозбудованому кораблі ВМС, кораблі управління «Славутич», замість Військово-Морського прапора 28 липня 1992 року був піднятий Державний прапор України. Прапори потрібного зразку корабель отримав лише в листопаді того ж року.

### Варіант без національного прапора в кантоні (1995)

Прапор ВМС України від 8 грудня 1994 року. З 1 серпня 1997 року прапор ВМС України, який піднімається при стоянці та в морі.

Прапор зразка 1995 року на кораблі «Сімферополь».

Віцеадмірал Володимир Безкоровайний вважав, що прапор ВМС занадто перевантажений символікою. Розробкою «Положення про Військово-морський прапор і гюйс» командувач доручив займатися офіцерам наукового центру ВМС, яких очолив віцеадмірал запасу Микола Клітний. Наслідком їхньої роботи став проєкт Військово-морського прапора, котрий являв собою біле полотнище, що перетиналось прямим синім хрестом з біло-синьою облямівкою. Жовто-блакитний кряж і тризуб з прапора знімалися. Вже скоро, «Положення про Військово-морський прапор України», за узгодженням з Міністром оборони генералом армії України Віталієм Радецьким, було впроваджене віцеадміралом Безкоровайним в життя наказом по Військово-Морських Силах.
Наказ командувача Військово-морських сил України «Про введення в дію тимчасового Положення про Військово-морський прапор України» від 8 грудня 1994 року № 424 підписав контрадмірал Олексій Риженко. Пунктом першим наказу вводилося в дію тимчасове Положення про Військово-морський прапор України, а другий пункт визначав, що «кораблям 1-го і 2-го рангів піднімати Державний прапор України на гюйсштоках і вважати його гюйсом (фортечним прапором)».
Так новий зразок прапора ВМС України в грудні 1994 року появився на флагштоках кораблів. Однак на деяких кораблях стали піднімати прапори просто з самим синім хрестом, без облямівки, виготовлені, як правило, при допомозі шефів в областях, які, як виявлялося, про Військово-морський прапор мали досить уявне бачення.

### Сучасний прапор ВМС України (1996)

Прапор ВМС України, який піднімається у свято та урочисті дні, від 1 серпня 1997 року. З 2002 року — використовується як кормовий прапор. Затверджений в 2006 році.

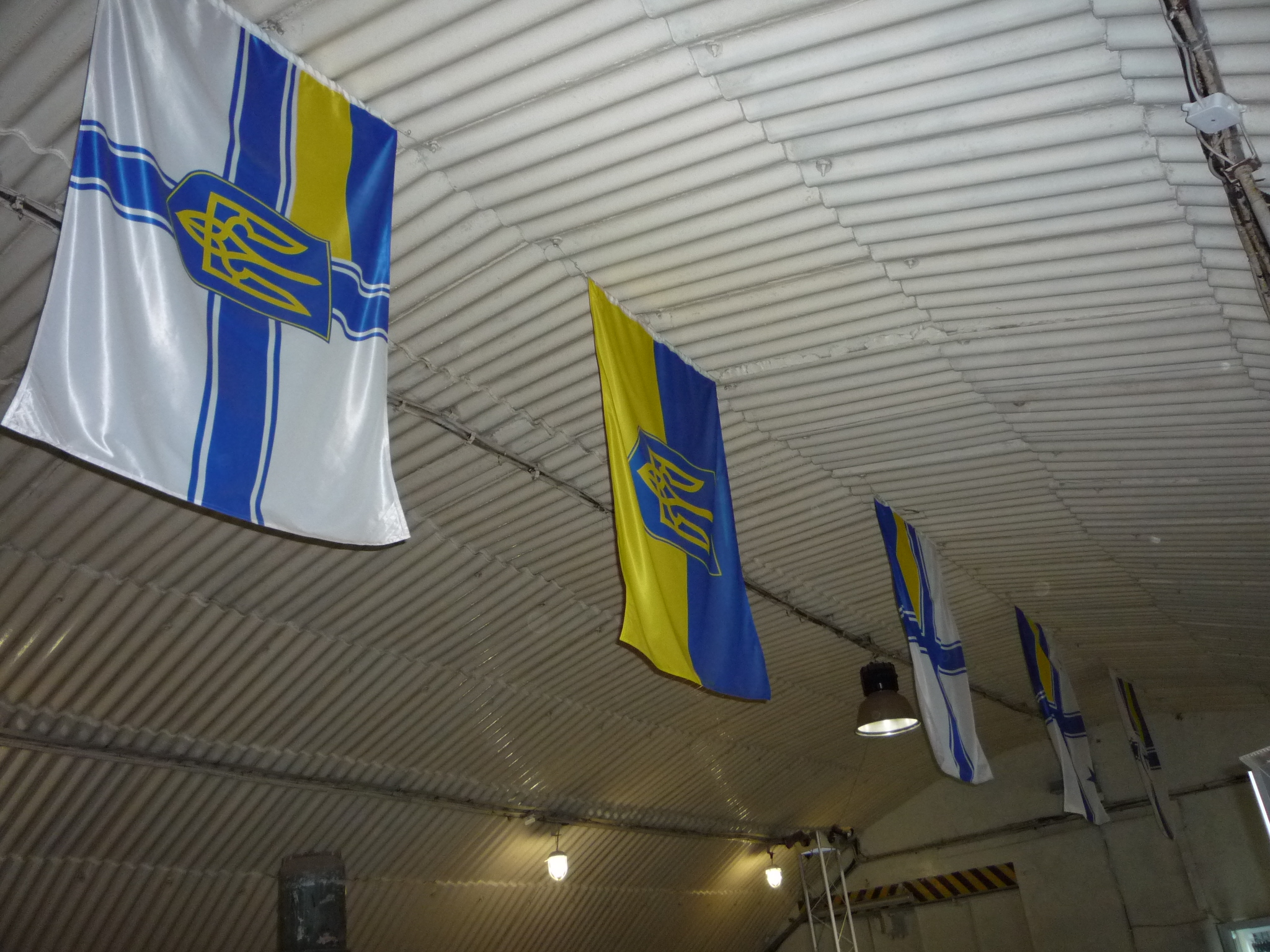
Посадові прапори в музеї ВМС України в Балаклаві.

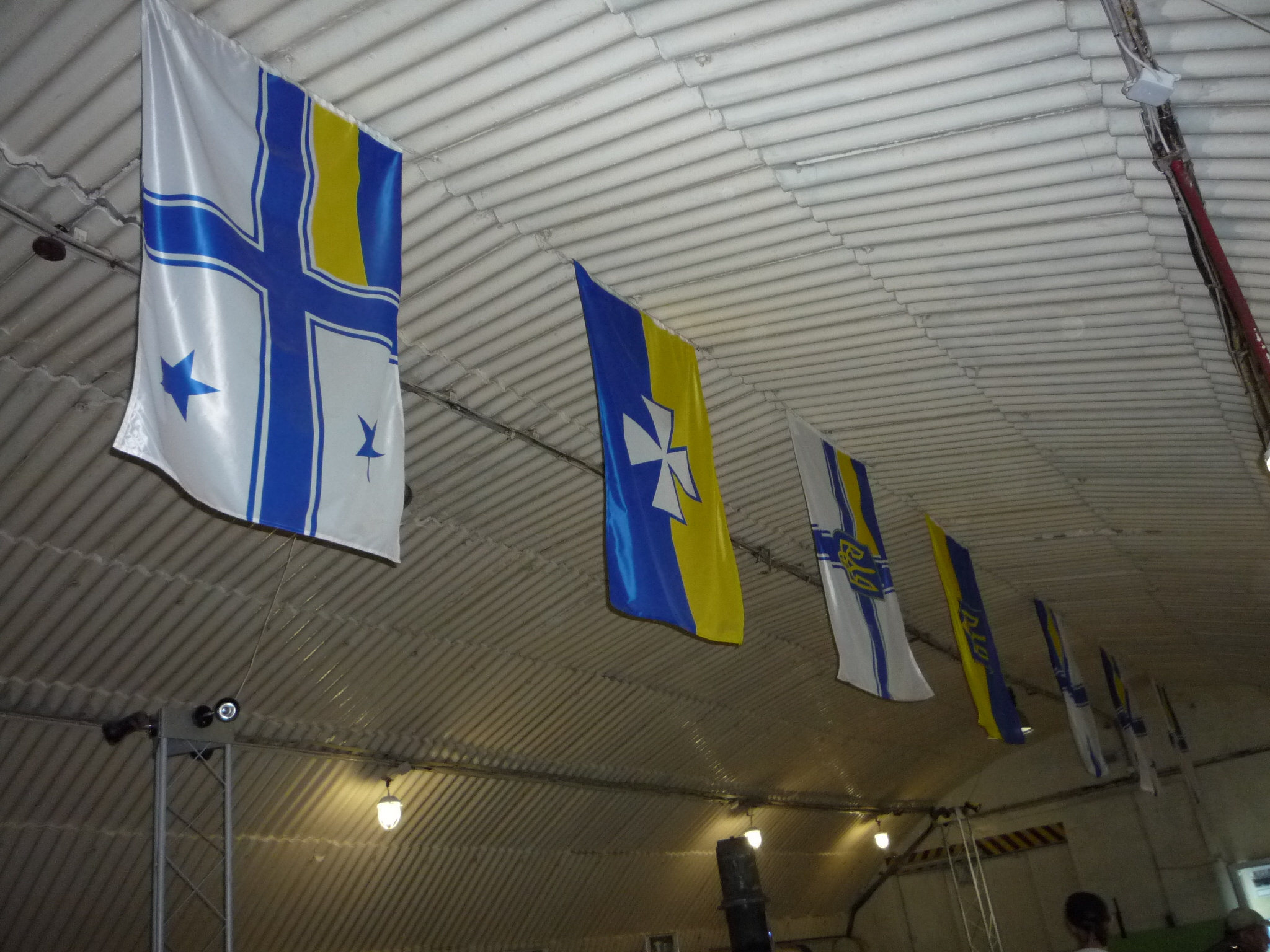
Посадові прапори в музеї ВМС України в Балаклаві. Прапор з білим хрестом — проєкт гюйсу.

З початку 1996 року Військово-морські сили України розпочали підготовку до своїх перших оперативно-тактичних навчань «Море-96» та до першого у своїй історії трансатлантичного походу загону кораблів до США. Однак з символікою питання залишалося не вирішеним, не було затверджених проєктів не лише прапора ВМС, а й посадових прапорів, вимпела та іншої флотської символіки.
Для належної організації і прискорення роботи зі створення символіки ВМС України віцеадмірал Безкоровайний наказом № 298 від 14 червня 1996 року створив спеціальну комісію, яку очолив начальник штабу — перший заступник командувача ВМС контрадмірал Микола Костров.
У травні члени комісії повезли альбом з оформленими проєктами на погодження і затвердження до міністерства оборони України та Адміністрації Президента України. В Києві до цієї роботи долучився колишній офіцер ВМС, народний депутат України капітан 1 рангу Євген Лупаков та севастопольська просвітянка Любов Гуляєва. Саме вони, внісши зміни до альбому, повернули Військово-морському прапору вигляд історичного прапора флоту УНР. Цей проєт і був затверджений міністром оборони України генерал-полковником Олександром Кузьмуком.
Тож на перших оперативно-тактичних навчаннях Військово-морських сил України «Море-96» 1 серпня 1996 року та під час походу того ж року фрегата «Гетьман Сагайдачний» і великого десантного корабля «Костянтин Ольшанський» з візитом до США над морями і океанами віяли затверджені міністром оборони України Військово-морські прапори Українського флоту, які об'єднали нові традиції морської символіки з історією козацького флоту України, флоту УНР і сучасних Військово-морських сил в єдиний історичний процес розвитку морської справи в Україні.
День військово-морського прапора України відзначається 29 квітня щорічно, як дата початку формування українського флоту.